# Скадовский курорт
Скадовский курорт (Скадовская курортная зона) — одна из наиболее значимых курортных зон Херсонской области Украины. Располагается на берегу Джарылгачского залива Чёрного моря, в районе города Скадовск.

## История
Отдых на Чёрном море в Скадовске получил популярность благодаря близости к острову Джарылгач, особенностями которого являются хорошие пляжи и не особо затронутая человеком природой.
В 2011 году (по другим данным — в августе 2012 года) на Украине город Скадовск получил статус города-курорта республиканского значения.

## Рекреационные возможности
Существенной особенностью климата Скадовской курортной зоны является отсутствие резких колебаний температуры на протяжении всего года: средняя температура июля + 24,7°С, января – 2°С. Средняя температура лета составляет +22,8°С при обычной температуре воды около +27-28°С. Относительная влажность воздуха в среднем находится в пределах 60-80%, что позволяет человеческому организму легче переносить жару. В период курортного сезона в курортной зоне преобладают бризы, дующие с моря на сушу, сдерживающие жару и приносящие на побережье свежий морской воздух. В ночное время бризы переносят нагретый воздух из степи, тем самым смягчая ночную прохладу.
Естественный фон ионизирующего излучения на пляжах Скадовской курортной зоны колеблется в пределах 2-12 мкР/ч, в то время как естественный радиоактивный фон Причерноморья в среднем составляет 18 мкР/ч.
Гелиотерапия в курортной зоне возможна 8 месяцев в году (с марта по октябрь), оптимальный период составляет 6 месяцев (с апреля по сентябрь). На территории курортной зоны обнаружено несколько источников минеральной воды, пригодных для бальнеологического лечения и внутреннего употребления, а также присутствуют запасы лечебных грязей, пригодных для ведения пелоидотерапии.
Отдых с детьми в Скадовске показан при заболеваниях щитовидной железы, суставов, профилактики различных детских заболеваний. По оценкам специалистов, благодаря воде, содержащей большое количество солей йода и брома, в курортной зоне формируются хорошие условия для профилактики и лечения верхних дыхательных путей, гипертонии, болезней сердца, атеросклероза.

## Инфраструктура
По состоянию на 2021 год в Скадовской курортной зоне размещено 84 оздоровительных учреждения общей мощностью 22130 мест, из которых 55% фонда составляют детские оздоровительные учреждения. Статистические данные свидетельствуют, что в среднем за курортный сезон на территории Скадовской курортной зоны в летнее время отдыхает около 84,4 тысячи организованных туристов, из которых 51 тысяча — дети. Также около 70 тысяч ежегодно приезжает на отдых в качестве неорганизованных туристов и размещается в частном секторе.